# Ladomirovský potok
Ladomirovský potok je potok v nejvýchodnější části Slovenska, který protéká územím okresu Snina. Je to pravostranný přítok Luhu, má délku 4,9 km a je tokem IX. řádu.

## Průběh toku
Pramení ve Vihorlatských vrších, v podcelku Vihorlat, na východním úpatí vrchu Nežabec (1023,4 m) v nadmořské výšce přibližně 600 m. Nejprve teče na severovýchod, vstupuje do Beskydského předhoří, do podcelku Ublianska pahorkatina. Zde vytváří nejdříve ostrý oblouk směřující na severozápad a pokračuje východním směrem přes obec Ladomirov. Zde přibírá levostranný Široký potok, stáčí se na jihovýchod a na okraji obce ústí v nadmořské výšce cca 283 m do Luhu.